# Actebia bisagittata
Actebia bisagittata är en fjärilsart som beskrevs av Ludwig Carl Friedrich Graeser 1888. Actebia bisagittata ingår i släktet Actebia och familjen nattflyn. Inga underarter finns listade i Catalogue of Life.